# Trichomachimus pallipes
Trichomachimus pallipes là một loài ruồi trong họ Asilidae. Trichomachimus pallipes được Ricardo miêu tả năm 1922. Loài này phân bố ở vùng Cổ Bắc giới.